# Fahrspiel
Fahrspiel ist in der Verkehrstechnik der Bewegungsablauf von Fahrzeugen.

## Allgemeines
Dieser Bewegungs- oder Fahrtablauf besteht aus den Phasen Anfahren, Fahren, Abbremsen und Halten, auf das wiederum ein Anfahren folgt. Das Fahrspiel umfasst dabei auch den Halt, die Fortbewegungsphasen und das Abbremsen. Das Fahrspiel ist die Grundlage für die Erstellung von Bild- und Buchfahrplänen.

## Anwendung
Das Fahrspiel ist abhängig von den Fahreigenschaften des Fahrzeugs (Geschwindigkeit, Beschleunigung, Verzögerung), dem Trassenverlauf (Kurven, Steigung), der zulässigen Höchstgeschwindigkeit und der Aufenthaltszeit beim Halten. Gründe für das Halten können verkehrsrechtlicher Art sein (rote Ampel) oder beim öffentlichen Personennahverkehr (ÖPNV) die Haltestellen. Das Fahrspiel wird deshalb vor allem zur Erstellung von Fahrplänen im ÖPNV benötigt. Dazu zählt auch die für ein definiertes Fahrzeug angenommene Auslegung von Antrieb, Stromversorgung und Trassierung einer Verkehrsstrecke.
Das Fahrspiel beeinflusst die Fahrzeit, so dass vor allem die Haltezeit an Haltestellen für das Ein- und Aussteigen der Fahrgäste von Bedeutung ist.